# Лора не спала
«Лора не спала» (англ. Laura Hasn’t Slept) — американский короткометражный психологический фильм ужасов о сверхъестественном режиссёра, продюсера и сценариста Паркера Финна. В главных ролях Кейтлин Стэйси и Лью Темпл.
Короткометражка стала успешной. Позднее она стала вдохновением и приквелом для полнометражного фильма Финна «Улыбка», в котором Стэйси повторила свою роль.

## Сюжет
Лора Уивер рассказывает доктору Парсонсу, о повторяющемся кошмаре, в котором зловещий мужчина постоянно улыбается. Вскоре она обнаруживает, что всё ещё переживает кошмар, когда Парсонс превращается в гротескное существо, которое хочет заставить Лору посмотреть на него. Отказываясь смотреть, Лора выбегает из комнаты, но возвращается когда считает, что чудовище ушло; однако оно появляется перед ней, заставляя её сходить с ума и кричать, разрывая себе лицо.

## В ролях
- Кейтлин Стэйси — Лора Уивер
- Лью Темпл — доктор Парсонс

## Показ
Фильм был показан на кинофестивале SXSW. После успеха «Улыбки», он был выпущен на YouTube в ноябре 2022 года.

## Реакция
Nightmarish Conjurings «не рекомендует фильм, если у вас проблемы со сном». Morbidly Beautiful дал фильму оценку 4,5 из 5. Джозеф Перри из Gruesome Magazine оценил фильм на 4 балла из 5, посчитав его захватывающим, а игру Стэйси «невероятно убедительной».